# Manuel Chuanguira Machado
Manuel Chuanguira Machado (Banaze, 11 de junho de 1950 - Quelimane, 11 de outubro de 2023) foi um prelado da Igreja Católica moçambicano, bispo emérito de Gurué.

## Biografia
Estudou no Seminário São João de Brito de Zóbuè.Foi ordenado padre no dia 13 de dezembro de 1981, sendo incardinado na Arquidiocese da Beira.
Com a ereção da Diocese de Gurué pelo Papa João Paulo II em 6 de dezembro de 1993, foi nomeado seu primeiro bispo. Recebeu a ordenação episcopal em 22 de maio de 1994, na Catedral do Sagrado Coração de Jesus da Beira, por Dom Jaime Pedro Gonçalves, arcebispo de Beira, coadjuvado por Dom Peter Stephan Zurbriggen, núncio apostólico em Moçambique e por Dom Bernardo Filipe Governo, O.F.M. Cap., bispo de Quelimane.
Teve sua renúncia aceita pelo Papa Bento XVI pelo 9 de outubro de 2009, por conta da saúde.
Em 11 de outubro de 2023, morreu no Hospital Central de Quelimane.